# Le Fleuve de la dernière chance
Pour plus de détails, voir Fiche technique et Distribution.
Le Fleuve de la dernière chance (titre original : Smoke Signal) est un film américain réalisé par Jerry Hopper, sorti en 1955 aux États-Unis.

## Synopsis
1870. Le capitaine Harper découvre, en arrivant au fort, que le commandant de celui-ci a été tué. Il quitte le fort avec quelques hommes, la jeune Laura Evans, fille du commandant, et Brett Halliday, accusé d’avoir déserté pour rejoindre les indiens Utes. Hallyday tente vainement de se justifier en déclarant à Harper, qui le déteste, que sa volonté était d’empêcher un bain de sang entre les indiens et les soldats. Il conseille à Harper de fuir en barque, ce que l’officier finit par accepter. Le trajet est périlleux, car les Utes sont toujours en train de guetter leurs adversaires. Halliday révèle à plusieurs reprises son courage et Laura comprend qu’il avait bien agi. Ford devient jaloux de Halliday et tente de le tuer mais c’est lui qui fait une chute mortelle.
Harper laisse partir Halliday, qui cherchera à persuader les indiens que la paix est préférable à la guerre, avant de rejoindre Laura

## Fiche technique
- Titre : Le Fleuve de la dernière chance
- Titre original : Smoke Signal
- Réalisation : Jerry Hopper
- Scénario : George W. George et George F. Slavin
- Photographie : Clifford Stine
- Montage : Milton Carruth
- Musique : Henry Mancini
- Production : Howard Christie
- Société de production : United International Pictures
- Société de distribution : Universal Pictures
- Pays d'origine : États-Unis
- Langue : anglais
- Format : Couleurs - 1,85:1 - Mono
- Genre : Western
- Durée : 88 minutes
- Date de sortie : 1955

## Distribution
- Dana Andrews (VF : Jacques Thébault) : Brett Halliday
- Piper Laurie (VF : Gilberte Aubry) : Laura Evans
- Rex Reason (VF : Roger Rudel) : Lieutenant Wayne Ford
- William Talman (VF : Maurice Dorléac) : Capitaine Harper
- Milburn Stone : Sergent Miles
- Douglas Spencer : Garode
- William Schallert : Soldat Livingston
- Robert Wilke : Sergent Daly
- Pat Hogan (VF : Georges Aminel) : Delche